# Hiện tượng tái đóng băng

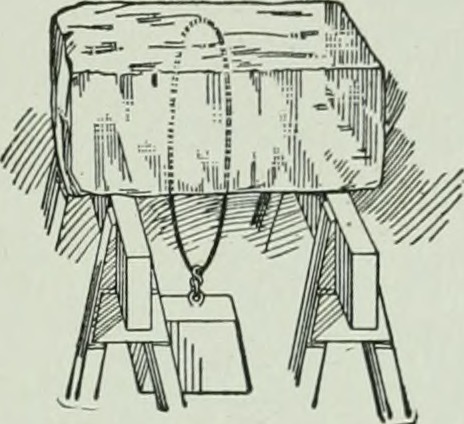
Thí nghiệm kinh điển về sự tái đông của một khối băng khi một vòng dây căng đi xuyên qua nó.

Đường đồ thị nóng chảy của băng

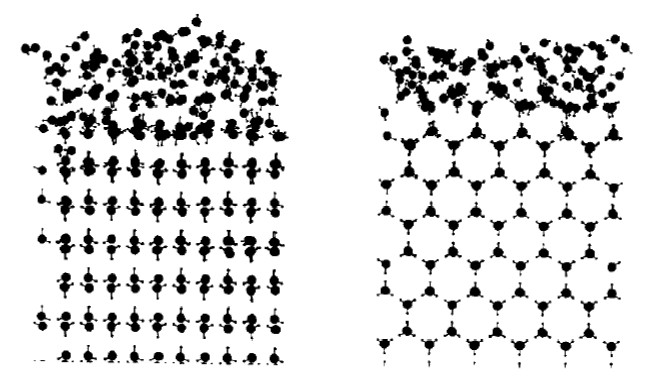
Cấu trúc phân tử của băng ở gần bề mặt

Tái đóng băng hay tái đông đặc (Regelation) là hiện tượng băng nước tan dưới áp suất và đông đặc trở lại khi áp suất giảm đi. Điều này có thể biểu diễn thực nghiệm bằng cách buộc một vòng dây quanh một khối băng, với một vật nặng treo vào bên dưới. Áp suất tác dụng lên khối băng dần dần làm nó tan chảy tại chỗ, cho phép sợi dây đi xuyên qua toàn bộ khối. Phần băng tan trên đường đi của dây sẽ lấp đầy trở lại ngay khi áp suất ngừng tác dụng, do đó khối băng sẽ vẫn còn nguyên vẹn ngay cả sau khi dây đã hoàn toàn đi qua. Thí nghiệm này có thể thực hiện được với băng ở −10 °C hay lạnh hơn, và trong khi về cơ bản là hợp lệ, chi tiết quá trình mà dây đi qua khối băng là khá phức tạp. Hiện tượng này dễ thấy nhất với sợi dây làm từ các vật liệu với độ dẫn nhiệt cao chẳng hạn như đồng, bởi vì ẩn nhiệt nóng chảy từ phần băng phía trên của dây cần được truyền tới phần phía dưới để cấp ẩn nhiệt nóng chảy tại đó. Nói ngắn gọn, hiện tượng băng đá chuyển sang thể lỏng do áp suất tác dụng và sau đó chuyển trở lại thành băng một khi áp suất bị loại bỏ được gọi là sự tái đông của băng.
Hiện tượng tái đóng băng được phát hiện bởi Michael Faraday. Nó chỉ xảy ra với một số chất chẳng hạn như băng, các chất có tính chất nở ra về thể tích và giảm khối lượng riêng khi đông đặc, do điểm đông đặc của các chất này giảm khi tăng áp suất tác dụng từ bên ngoài. Điểm nóng chảy của băng giảm đi 0.0072 °C với mỗi atm áp suất tác dụng tăng lên. Ví dụ, áp suất 500 átmốtphe là cần thiết để băng có thể nóng chảy ở −4 °C.

## Từ nguyên
Regelation có nguồn gốc từ tiếng Latinh, re-gelare, nghĩa là "làm đông đá trở lại".

## Ví dụ về sự tái đóng băng
Một sông băng có thể tác dụng đủ áp suất trên bề mặt bên dưới của nó để hạ thấp điểm nóng chảy của băng. Sự nóng chảy của băng tại dưới đáy sông băng cho phép nó di chuyển từ độ cao cao hơn xuống độ cao thấp hơn. Nước thể lỏng có thể chảy từ đáy của một sông băng ở các độ cao thấp hơn khi nhiệt độ không khí ở dưới điểm đóng băng của nước.

## Một số hiện tượng khác
Sự trượt băng đã được nêu là một ví dụ về sự nóng chảy của băng dưới áp suất trong các sách cũ; tuy nhiên, áp suất cần thiết là lớn hơn rất nhiều so với áp suất gây bởi trọng lượng của của người trượt băng. Ngoài ra, hiện tượng tái đóng băng không giải thích tại sao một người có thể trượt băng ở các nhiệt độ dưới 0°C. Hệ số ma sát thấp của băng, có thể nhận thấy bởi các vận động viên trượt băng; sự nén của băng và tính kết dính trên bề mặt băng có thể được giải thích bởi một hiệu ứng gọi là sự nóng chảy bề mặt.
Sự nén băng hay sự dính vào nhau của các khối nước đá và nặn các quả bóng tuyết là một ví dụ khác từ các sách cũ. Ở đây, áp suất cần thiết cũng lớn hơn rất nhiều so với áp suất có thể tác dụng bằng tay. Một phản ví dụ là xe ô tô không thể làm chảy tuyết khi chạy trên nó.